# Arthur Mariano
Arthur Nory Oyakawa Mariano (Campinas, 18 september 1993) is een Braziliaans turner die voornamelijk op de onderdelen vloer, sprong en rekstok uitkomt. Hij turnt in clubverband voor EC Pinheiros en maakt deel uit van de nationale turnploeg. Nory werd in 2019 wereldkampioen op de rekstok en won in 2016 een bronzen medaille bij de Olympische Spelen op het onderdeel vloer.

## Biografie

### Jeugd
Nory werd in 1993 geboren in Campinas en is van Japans-Braziliaanse komaf. De familie van zijn moeder is vanuit Okinawa naar Brazilië geëmigreerd. Hij komt uit een sportief gezin; zijn moeder heeft gezwommen en zijn vader was judoka. Nory begon zelf op zesjarige leeftijd met judo en pakte turnen op toen hij elf was. Hij werd vervolgens toegelaten tot de turnafdeling van EC Pinheiros uit São Paulo. Op veertienjarige leeftijd werd hij Braziliaans kampioen bij de jeugd en in 2010 deed Nory mee aan de Olympische Jeugdspelen in Singapore. Daar eindigde hij op het onderdeel sprong als vierde, op vijf honderdsten achter Néstor Abad uit Spanje.

### Senioren
In 2011 maakte Nory bij de Zuid-Amerikaanse kampioenschappen in Santiago zijn debuut bij de senioren. Met de nationale ploeg won hij de titel bij de landenwedstrijd en individueel behaalde hij een bronzen medaille op het onderdeel sprong. In januari 2012 nam hij namens de Braziliaanse turnploeg deel aan het olympisch testevent in Londen waarbij de vier beste landenteams zich kwalificeerden voor de Spelen later dat jaar. De Braziliaanse turnmannen eindigden als zesde en wisten zich zodoende als team niet te plaatsen voor het olympisch turntoernooi. Hetzelfde seizoen deed Nory in Cottbus en Stuttgart voor het eerst mee aan wereldbekertoernooien, maar hij wist daarbij geen individuele finaleplaats te behalen. Bij de continentale kampioenschappen in Rosario werd hij met zowel de nationale ploeg als individueel op de vloer Zuid-Amerikaans kampioen; daarnaast won hij brons op de onderdelen sprong en rekstok. Het jaar daarop bereikte hij zijn eerste finaleplaatsen bij wereldbekertoernooien. In Cottbus werd hij zevende op de vloer en achtste bij de sprong, in Doha eindigde hij als tweede op de vloer en als vijfde op de rekstok en in Anadia behaalde hij een vierde plaats op de vloer. Daarnaast deed hij mee aan de individuele meerkamp bij de WK in Antwerpen waar hij als zeventiende eindigde. In 2014 turnde hij geen wereldbekertoestelfinales. Bij de WK in Nanning eindigde Nory met de nationale ploeg als zesde – turnend op de onderdelen vloer, sprong en rekstok – en individueel op plaats in een-en-twintig bij de meerkamp. Verder won hij met Francisco Barretto, Sérgio Sasaki, Arthur Zanetti, Lucas Bitencourt en Pericles Silva zilver achter Colombia bij de landenwedstrijd van de Zuid-Amerikaanse Spelen in Santiago.

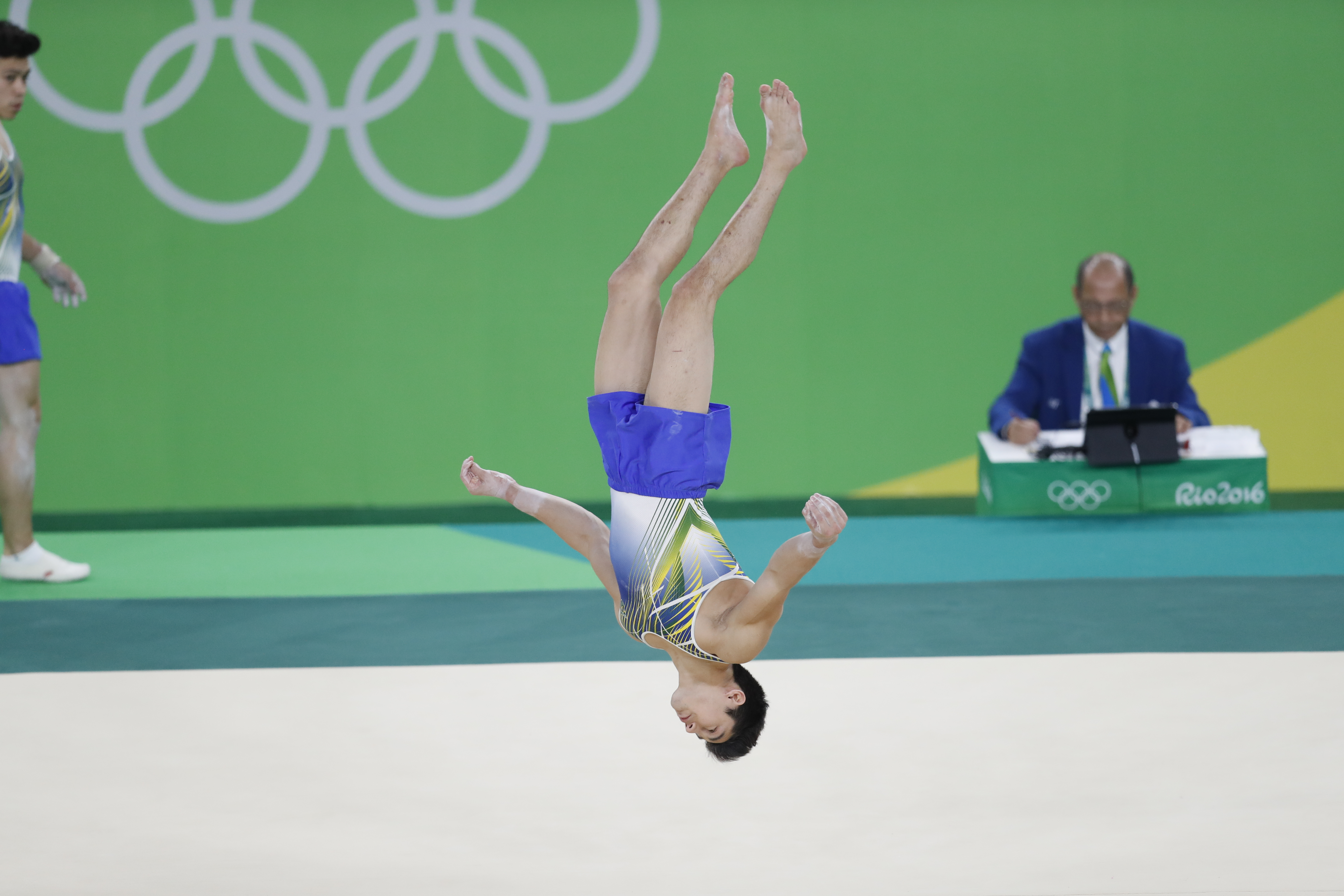
Nory in actie op de vloer tijdens de olympische landenwedstrijd (2016)

In 2015 won hij bij landenwedstrijd op de Pan-Amerikaanse Spelen in Toronto met de Braziliaanse turnmannen opnieuw zilver, ditmaal achter de Verenigde Staten. Individueel eindigde Nory als vijfde op de vloer, als zevende bij de sprong en als achtste op de rekstok. Bij de WK in Glasgow werd hij twaalfde bij de meerkamp en behaalde hij een vierde plaats op de rekstok. Met de nationale ploeg eindigde hij verder als achtste bij de landenwedstrijd. Bovendien won hij op de rekstok bij de wereldbeker in Osijek zijn eerste gouden medaille op mondiaal niveau. In mei datzelfde jaar werd Nory een maand geschorst door de Braziliaanse turnbond nadat er een video van hem en twee teamgenoten op Snapchat verscheen waarin ze hun teamgenoot Ângelo Assumpção met racistische opmerkingen belachelijk maakten; Nory bood naderhand zijn excuses aan voor het voorval. Het daaropvolgende seizoen behaalde hij bij drie wereldbekertoernooien het podium. In Glasgow werd hij tweede op de meerkamp en in Stuttgart met de Braziliaanse ploeg derde in de landenwedstrijd. In São Paulo won hij het onderdeel sprong en eindigde hij verder als vijfde op de rekstok en achtste op de vloer. Bij de Olympische Spelen in Rio de Janeiro werd hij met het nationale team zesde in de landenwedstrijd; Nory turnde alle onderdelen behalve de ringen. Individueel eindigde hij in eigen land als zeventiende in de meerkamp en won hij brons op de vloer, achter de Brit Max Whitlock en zijn landgenoot Diego Hypólito.
In 2017 turnde Nory twee toestelfinales bij de wereldbeker in Varna; op de vloer haalde hij met een derde plaats het podium en bij de sprong eindigde hij als vierde. Bij de WK in Montreal wist hij geen finaleplaats te behalen. Het jaar daarop kwam hij in de wereldbeker tot een zevende plaats op de rekstok in Cottbus. Bij de WK in Doha werd hij met Brazilië zevende in de landenwedstrijd, maar turnde hij geen individuele finale. In 2019 won Nory bij de Zuid-Amerikaanse kampioenschappen in Santiago tweemaal goud – in de landenwedstrijd en op de rekstok – en eenmaal zilver – bij de meerkamp. Vervolgens won hij met Barretto, Zanetti, Luís Guilherme Porto en Caio Souza goud in de landenwedstrijd op de Pan-Amerikaanse Spelen in Lima. Individueel behaalde hij een zilveren medaille op de meerkamp (achter Souza) en op de rekstok (achter Barretto). In oktober dat jaar werd Nory in Stuttgart wereldkampioen op de rekstok met een score van 14,900 – voor de Kroaat Tin Srbić en de Rus Artoer Dalalojan. In december dat jaar werd hij door het Comitê Olímpico do Brasil verkozen tot sportman van het jaar. In 2021 won hij met de nationale ploeg de landenwedstrijd bij de Pan-Amerikaanse kampioenschappen; hij eindigde individueel als achtste op de rekstok. Bij de wereldbeker van Doha werd Nory tweede op de rekstok. Bij de Olympische Spelen in Tokio wist hij zich niet kwalificeren voor individuele toestelfinales en liep hij met een negende plaats voor de Braziliaanse turnmannen ook de finale van de landenwedstrijd mis. Bij de WK in Kitakyushu kwam hij op de rekstok eveneens niet verder dan de kwalificaties, waardoor hij zijn titel in de finale niet kon verdedigen.

### Nevenactiviteiten
Naast zijn sportieve carrière is Nory werkzaam als model; zo liep hij een modeshow in Hongkong en was hij in 2019 het gezicht van de Zuid-Amerikaanse reclamecampagne van het Filipijnse kledingmerk BENCH.

## Resultaten
| Olympische Spelen      | Olympische Spelen | Olympische Spelen | Olympische Spelen | Olympische Spelen | Olympische Spelen | Olympische Spelen |
| Jaar                   | Meerkamp          | Team              | Vloer             | Sprong            | Rekstok           |                   |
| ---------------------- | ----------------- | ----------------- | ----------------- | ----------------- | ----------------- | ----------------- |
| 2016                   | 17e               | 6e                | Brons             |                   |                   |                   |
| 2021                   |                   | 9e                |                   |                   |                   |                   |
| Wereldkampioenschappen |                   |                   |                   |                   |                   |                   |
| Jaar                   | Meerkamp          | Team              | Vloer             | Sprong            | Rekstok           |                   |
| 2013                   | 17e               |                   |                   |                   |                   |                   |
| 2014                   | 21e               | 6e                |                   |                   |                   |                   |
| 2015                   | 12e               | 8e                |                   |                   | 4e                |                   |
| 2018                   |                   | 7e                |                   |                   |                   |                   |
| 2019                   |                   |                   |                   |                   | Goud              |                   |
| Pan-Amerikaanse Spelen |                   |                   |                   |                   |                   |                   |
| Jaar                   | Meerkamp          | Team              | Vloer             | Sprong            | Rekstok           |                   |
| 2015                   |                   | Zilver            | 5e                | 7e                |                   |                   |
| 2019                   | Zilver            | Goud              | 4e                |                   | Zilver            |                   |

| Zuid-Amerikaanse Spelen           | Zuid-Amerikaanse Spelen | Zuid-Amerikaanse Spelen | Zuid-Amerikaanse Spelen | Zuid-Amerikaanse Spelen | Zuid-Amerikaanse Spelen | Zuid-Amerikaanse Spelen |
| Jaar                              | Meerkamp                | Team                    | Vloer                   | Sprong                  | Rekstok                 |                         |
| --------------------------------- | ----------------------- | ----------------------- | ----------------------- | ----------------------- | ----------------------- | ----------------------- |
| 2014                              |                         | Zilver                  |                         |                         |                         |                         |
| Pan-Amerikaanse kampioenschappen  |                         |                         |                         |                         |                         |                         |
| Jaar                              | Meerkamp                | Team                    | Vloer                   | Sprong                  | Rekstok                 |                         |
| 2021                              |                         | Goud                    |                         |                         | 8e                      |                         |
| Zuid-Amerikaanse kampioenschappen |                         |                         |                         |                         |                         |                         |
| Jaar                              | Meerkamp                | Team                    | Vloer                   | Sprong                  | Rekstok                 |                         |
| 2011                              | 32e                     | Goud                    | 7e                      | Brons                   |                         |                         |
| 2012                              |                         | Goud                    | Goud                    | Brons                   | Brons                   |                         |
| 2019                              | Zilver                  | Goud                    |                         |                         | Goud                    |                         |